# Freemail
A Freemail (ejtése: frímél; az angol szavakból képzett név jelentése „ingyenes levél”) népszerű ingyenes magyar e-mailrendszer (web- és POP3 alapú e-mail) neve. A rendszerben általában szögletes zárójelek között és kisbetűvel szokták írni a szolgáltatás nevét: [freemail]. Felhasználóinak száma honlapjuk tanúsága szerint 2007 februárjában már 3 millió fölött volt, 2012 januárjában pedig 3,78 millió aktív postafiókról és napi 12 millió kézbesített e-mailről számoltak be. 2014-ben 3,74 millió aktív postafiókja és napi 550 000 látogatója volt az oldalnak.

## Története, háttere
A Freemailt az aDaMStudio kezdeményezésére a Soros Alapítvány C3 Kulturális és Kommunikációs Központja fejlesztette ki 1996-ban; 1997. október 2-án indult. A Freemail létrehozása része volt a Soros Alapítvány, az internet hazai megismertetését és elterjedését elősegítő céljának. Az időközben kialakult piaci szolgáltatói szféra és az infrastruktúra fejlődése a civilszervezet részvételét okafogyottá tette, ezért a Freemail 1999. június 30-án az Origo portálhoz került. 2003-ban az oldal üzemeltetését a Magyar Telekom Nyrt. vette át és építette be a T-Online portfóliójába, a fejlesztést pedig a nevét időközben C3-ra módosító alapítvány végzi. 2022. október 1-től a freemail tulajdonosa és üzemeltetője a Mediaworks Hungary Zrt. lett.

## Jellemzői
A freemailes fiókok a legkönnyebben egy szabványos webböngészővel vagy levelezőprogrammal érhetők el. A Freemailnek ezenkívül önálló, a T-Home által fenntartott betárcsázós hozzáférési lehetősége is van. Szolgáltatásai közé tartozik a 10 GB-os tárhely (2010. június 4. óta, előzőleg 2007. március 2-től 1 GB volt), a testre szabható levélszűrő, spam- és vírusszűrés, WAP-elérhetőség, chat és címjegyzék. Egy levélhez csatolt fájl mérete nem haladhatja meg az 5 MB-ot, a levélhez csatolt összes melléklet pedig a 10 MB-ot. Óriáslevélben maximum 1GB-os fájlt lehet továbbítani, de nem csatolmányként, hanem egy freemailes tárterületre való feltöltéssel, ami azután csak meghatározott ideig érhető el a címzett részéről. A szolgáltatás elérhető egy egyszerűsített, illetve egy vakok és gyengén látók számára készített felületen keresztül is. 2022. októberében elérhetővé vált a Freemail okostelefon alkalmazás az Apple App Store és a Google Play Áruház alkalmazásáruházakban is.